# Venelles
Pour les articles ayant des titres homophones, voir Venel et Venelle.
Venelles est une commune française située dans la banlieue nord d’Aix-en-Provence, dans le département des Bouches-du-Rhône, en région Provence-Alpes-Côte d'Azur.
Ses habitants sont appelés les Venellois.

## Géographie

### Situation
Située à 6 km au nord d’Aix-en-Provence, à 39 km de Marseille et à 39 km de Manosque, Venelles est un carrefour situé entre les premiers contreforts alpins et le bassin aixois. Le village est visible au loin par ses bâtisses, immeubles et ses anciennes maisons accolées à la colline. La commune jouxte la vallée de la Durance. Le village est entouré de nombreuses collines boisées, dont certaines font partie du grand site Sainte-Victoire.
| Le Puy-Sainte-Reparade | Le Puy-Sainte-Reparade | Meyrargues            |
| Aix-en-Provence        | Venelles               | Meyrargues            |
| Aix-en-Provence        | Aix-en-Provence        | Saint-Marc-Jaumegarde |

### Hydrographie
La rivière Touloubre prend sa source au Sud du village avant de couler vers Puyricard, pour se jeter dans l'étang de Berre 59 km plus loin. Le ruisseau du Grand Vallat prend également naissance dans le territoire communal avant de couler vers Meyrargues.

### Relief
La commune est plutôt vallonnée, l'extrémité orientale de la chaîne de la Trévaresse la traverse en partie. Les premiers contreforts du massif de la Sainte-Victoire font leur apparition sur l'extrême Est de la commune. oEntre « la colline » sur laquelle est juchée la ville et ces contreforts du massif de la Sainte-Victoire, la Touloubre naissante forme une zone de plat dans laquelle est située l'autoroute, des champs et la voie ferrée.
De l’esplanade du village, on peut voir le Luberon, la montagne Sainte-Victoire et même le massif de la Sainte-Baume ainsi que les massifs de Marseille.
Le village est à une altitude plus élevée que la plupart des communes voisines, généralement entre 300 m et 360 m d'altitude, ce qui le place au deuxième rang des communes les plus élevées du département derrière Mimet.

### Climat
Pour des articles plus généraux, voir Climat de Provence-Alpes-Côte d'Azur et Climat des Bouches-du-Rhône.
En 2010, le climat de la commune est de type climat méditerranéen franc, selon une étude du Centre national de la recherche scientifique s'appuyant sur une série de données couvrant la période 1971-2000. En 2020, Météo-France publie une typologie des climats de la France métropolitaine dans laquelle la commune est exposée à un climat méditerranéen et est dans la région climatique  Provence, Languedoc-Roussillon, caractérisée par une pluviométrie faible en été, un très bon ensoleillement (2 600 h/an), un été chaud (21,5 °C), un air très sec en été, sec en toutes saisons, des vents forts (fréquence de 40 à 50 % de vents > 5 m/s) et peu de brouillards. 
Pour la période 1971-2000, la température annuelle moyenne est de 13,3 °C, avec une amplitude thermique annuelle de 16,6 °C. Le cumul annuel moyen de précipitations est de 703 mm, avec 5,9 jours de précipitations en janvier et 2,4 jours en juillet. Pour la période 1991-2020, la température moyenne annuelle observée sur la station météorologique de Météo-France la plus proche, « Peyrolles en Provence », sur la commune de Peyrolles-en-Provence à 10 km à vol d'oiseau, est de 14,1 °C et le cumul annuel moyen de précipitations est de 595,4 mm. 
La température maximale relevée sur cette station est de 44,4 °C, atteinte le 28 juin 2019 ; la température minimale est de −14,1 °C, atteinte le 12 février 2012,,. 
Les paramètres climatiques de la commune ont été estimés pour le milieu du siècle (2041-2070) selon différents scénarios d'émission de gaz à effet de serre à partir des nouvelles projections climatiques de référence DRIAS-2020. Ils sont consultables sur un site dédié publié par Météo-France en novembre 2022.

## Urbanisme

### Typologie
Au 1er janvier 2024, Venelles est catégorisée petite ville, selon la nouvelle grille communale de densité à 7 niveaux définie par l'Insee en 2022.
Elle appartient à l'unité urbaine de Marseille-Aix-en-Provence, une agglomération inter-départementale dont elle est une commune de la banlieue,. Par ailleurs la commune fait partie de l'aire d'attraction de Marseille - Aix-en-Provence, dont elle est une commune de la couronne,. Cette aire, qui regroupe 115 communes, est catégorisée dans les aires de 700 000 habitants ou plus (hors Paris),.

### Occupation des sols
L'occupation des sols de la commune, telle qu'elle ressort de la base de données européenne d’occupation biophysique des sols Corine Land Cover (CLC), est marquée par l'importance des forêts et milieux semi-naturels (40,9 % en 2018), une proportion sensiblement équivalente à celle de 1990 (41,1 %). La répartition détaillée en 2018 est la suivante : 
forêts (37,6 %), terres arables (19,8 %), zones urbanisées (18,5 %), zones agricoles hétérogènes (15,3 %), zones industrielles ou commerciales et réseaux de communication (3,7 %), milieux à végétation arbustive et/ou herbacée (3,3 %), cultures permanentes (1,8 %). L'évolution de l’occupation des sols de la commune et de ses infrastructures peut être observée sur les différentes représentations cartographiques du territoire : la carte de Cassini (XVIIIe siècle), la carte d'état-major (1820-1866) et les cartes ou photos aériennes de l'IGN pour la période actuelle (1950 à aujourd'hui).

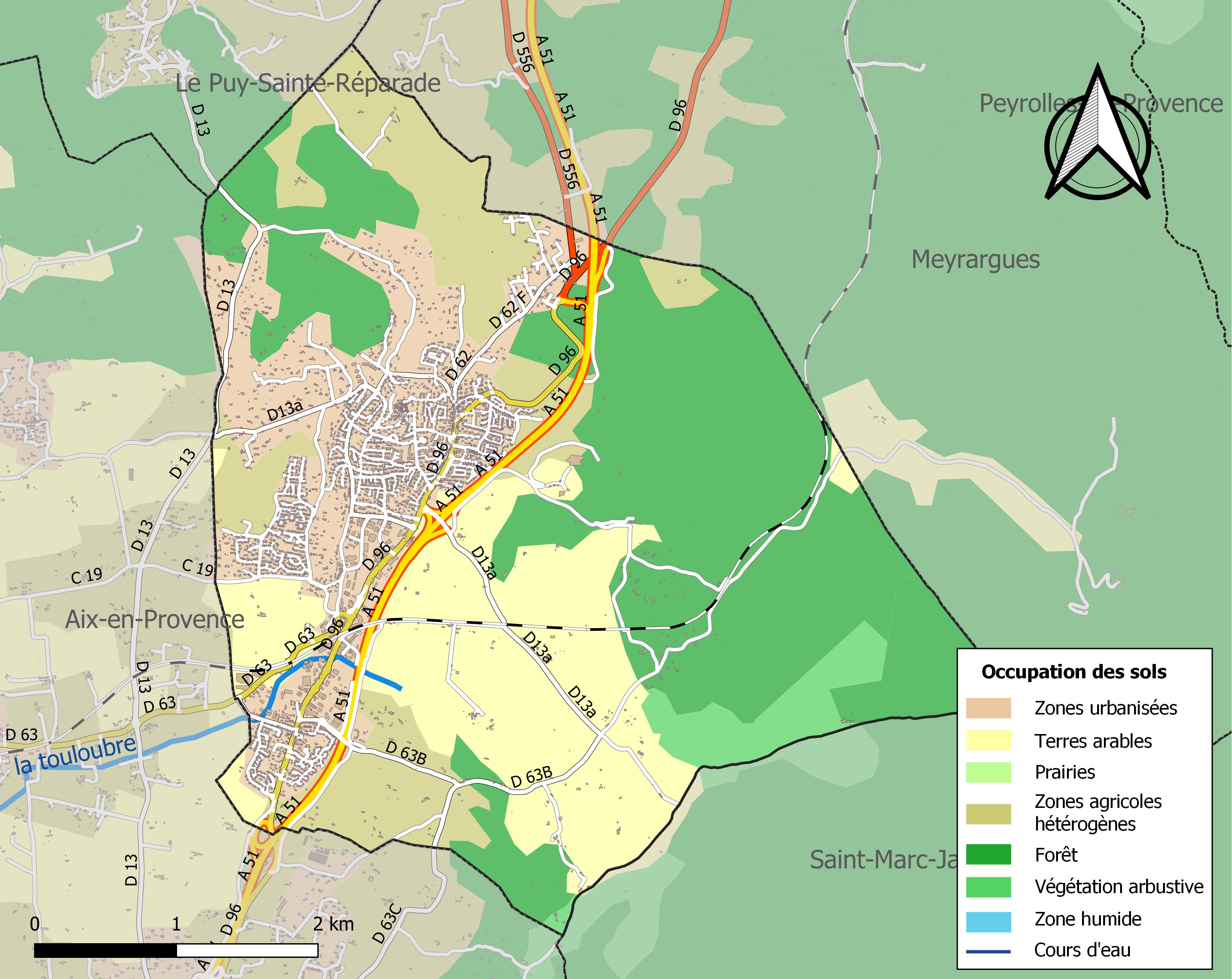
Carte des infrastructures et de l'occupation des sols de la commune en 2018 (CLC).

## Voies de communication et transport

### Accès routier
Venelles possède sa propre sortie sur l'autoroute A51 :  13 Venelles.
Elle est également traversée par la D 96 (ex-RN 96).

### Transports
Autocar
La commune est desservie par plusieurs lignes d'autocars de la communauté du Pays d'Aix.
Les lignes de la CPA (Communauté du Pays d'Aix) desservant Venelles.
- L120 Aix-en-Provence ↔ Jouques [17]
- L100 / L101 Aix-en-Provence / Les Milles ↔ Pertuis[17]
- L150 Aix-en-Provence ↔ Saint-Paul-lez-Durance[17]
- LER L27 Marseille ↔ Gréoux les Bains ↔ Castellane[18]

Autobus
La commune est également desservie depuis janvier 2012 par le réseau Aix-en-Bus.
- 25 Aix-en-Provence ↔ Venelles[17]

Train
Il existait une gare à Venelles, qui a été fermée dans les années 1990. Un projet important de réouverture sous forme de halte devait se concrétiser à l'horizon 2014 mais le projet ne semble pas avoir été retenu.
- La gare SNCF la plus proche est celle de Meyrargues (8 km), puis celle d'Aix-en-Provence (10 km).
- La gare TGV la plus proche se trouve à 26 km : Aix-en-Provence TGV.

Vélo
Plusieurs pistes cyclables ont été récemment inaugurées notamment : 
- Au parc des sports.
- Avenue du Jas-de-Violaine.
- Dans le centre-ville, sur les bords de l'avenue Maurice-Plantier, le long de la place du Ventoux et de l'église.

Voiture
L'accès en voiture est facilité comme présenté précédemment par la présence de l'A 51 et de la D 96.
La ville possède de nombreux points de stationnement, notamment des "zones bleues" en centre-ville ayant pour but de limiter le temps de stationnement selon l'heure de la journée, et de facto, de faciliter l'accès aux commerces et à la mairie.

## Toponymie
Le nom n'est pas issu du français venelle, parce que ce nom est de faible valeur motivante (il ne donne aucune caractéristique propre à un village plutôt qu'à un autre et donc susceptible d'être à l'origine de son nom) et parce qu'il est inconnu en occitan en général et en provençal en particulier.
Dauzat et Rostaing citent une attestation de 973, Venellis, et laissent à choisir entre deux solutions. La première est un terme oronymique, particulièrement bienvenu pour un village situé sur une hauteur : un pré-celtique *ven-, *vin-, présent selon les auteurs en Venaco (Corse), Venanson (Alpes-Maritimes) et Venasque (Vaucluse), auquel s'ajouterait le suffixe latin -ella. La seconde est le nom d'homme gaulois Venna avec le même suffixe.

## Histoire

### Préhistoire
Le site géographique où se situe la commune de Venelles semble d'abord avoir été occupé au paléolithique et au néolithique. En effet, diverses pierres taillées ont été retrouvées dans certains quartiers de la commune de Venelles, notamment au nord-ouest, et de nombreuses constructions en pierres sèches apparaissent à divers endroits sans qu'on en connaisse véritablement leurs dates de création ou leurs fonctions (cairns ou tumulus ?).
Du reste, à quelques km de Venelles sur la commune de Saint-Estève-Janson (13610), il a été découvert une grotte préhistorique, nommée la grotte de l'Escale, qui recèle dans ses entrailles des traces d'Homo erectus y maîtrisant le feu 600 000 ans avant notre ère.
Il est donc fort probable que des tribus d'hommes du paléolithique aient habité et chassé sur le territoire de la commune de Venelles, ce qui explique les diverses pierres taillées trouvées par des promeneurs.

### Antiquité
Le village aurait été créé aux alentours de 401 av. J.-C. par une tribu celto-ligure appartenant à la confédération des Salyens. Vers 123 av. J.-C., alors que l'armée romaine investit l'oppidum d'Entremont, à proximité immédiate, le village de Venelles est occupé.
En 574, La région est assiégée par les Lombards et du VIIIe au Xe siècle, les Sarrasins dévastent à leur tour la région.

### Moyen Âge
Au XIe siècle, deux églises coexistent : « Velenna-Nova » au domaine Saint Hyppolyte et « Velenna-Vetula ». Sa situation géographique (sur la route entre Aix-en-Provence et le Luberon) encourage son expansion (trafic de transport de bois). Mais c'est au XVe siècle que la vigne commence à prendre plus de place sur le terroir. Au XVIe, les Venellois plantent sur les pentes du village des vignes, des oliviers et des amandiers. En 1540, Venelles compte 7 maisons. En 1820, le nombre monte à 211 habitations et 833 villageois. Le village, bâti sur une colline s'étend vers le bas.
Il est à noter qu'en 2016, un archéologue du CNRS spécialiste de l'époque médiévale a effectué des recherches et mis en évidence un patrimoine médiéval très riche, en particulier sur le site du Castellas.
En 1347, Jacques Artaudi, damoiseau, habitant Châteaurenard, est seigneur de Venelles. Peut-être est-il parent avec Foulques de Venelles, hostiarius, familier et fidèle du roi, qui obtint en 1312, la charge de châtelain d'Oise.

### Période moderne
En 1865, Venelles connaît un essor économique et démographique sans précédent grâce au maire Felix Chabaud (création d'une brigade de gendarmerie, travaux d'adduction des eaux, construction de la gare sur la ligne "Marseille-Grenoble", etc.). Le 11 juin 1909, un violent tremblement de terre secoue le village. L'église et plusieurs maisons sont détruites. La nouvelle église est construite à Venelles-le-Bas comme, par la suite, tous les édifices importants.

### Période contemporaine
L'église de Venelles a été agrandie (ajout de plus de 400 places) et inaugurée le 14 décembre 2008 en présence de Claude Feidt, archevêque du diocèse d'Aix-en-Provence-et-Arles.

## Politique et administration

### Listes des maires
De 1789 à 1799, les agents municipaux (maires) sont élus au suffrage direct pour 2 ans et rééligibles, par les citoyens actifs de la commune, contribuables payant une contribution au moins égale à 3 journées de travail dans la commune. Sont éligibles ceux qui paient un impôt au moins équivalent à dix journées de travail.
De 1799 à 1848, la constitution du 22 frimaire an VIII (13 décembre 1799) revient sur l’élection du maire, les maires sont nommés par le préfet pour les communes de moins de 5 000 habitants. La Restauration instaure la nomination des maires et des conseillers municipaux. Après 1831, les maires sont nommés (par le roi pour les communes de plus de 3 000 habitants, par le préfet pour les plus petites), mais les conseillers municipaux sont élus pour six ans.
Du 3 juillet 1848 à 1851, les maires sont élus par le conseil municipal pour les communes de moins de 6 000 habitants.
De 1851 à 1871, les maires sont nommés par le préfet, pour les communes de moins de 3 000 habitants et pour 5 ans à partir de 1855.
Depuis 1871, les maires sont élus par le conseil municipal à la suite de son élection au suffrage universel.
| Période    | Période    | Identité              | Étiquette | Qualité                              |
| ---------- | ---------- | --------------------- | --------- | ------------------------------------ |
| 06/05/1945 | 31/10/1947 | Alexandre Blanc       |           |                                      |
| 31/10/1947 | 07/05/1953 | Eugène Fosse          |           |                                      |
| 07/05/1953 | 27/03/1971 | Marius Trucy          |           |                                      |
| 27/03/1971 | 26/11/1977 | Robert Dalla-Barratta | DVD       |                                      |
| 26/11/1977 | 19/03/1989 | Maurice Daugé         | DVD       |                                      |
| 19/03/1989 | 18/03/2001 | Pierre Morbelli       | PS        |                                      |
| 18/03/2001 | 14/07/2012 | Jean-Pierre Saez      | UMP       |                                      |
| 24/07/2012 | 03/10/2015 | Robert Chardon        | UMP       | Chef d'entreprise                    |
| 03/10/2015 | En cours   | Arnaud Mercier        | LR        | Conseiller départemental depuis 2021 |

### Politique environnementale
La Ville est assez tournée vers l'environnement, avec pour exemples : 
- L'ouverture en 2010 du Bureau d'Informations sur les Énergies Nouvelles (BIEN)
- L'équipement d'une entreprise locale d'une stato-éolienne
- L'installation sur le toit de la mairie de panneaux solaires
- Une collecte sélective
- L'éclairage public de la commune avec pose d'ampoules basse consommation sur les candélabres
- Vente de Paniers de légumes de saison et de région
- Organisation de journées "Grenelle de l'environnement"
- Quelques cafés citoyens...

En avril 2010 la ville de Venelles a reçu 2 prix Énergies Citoyennes dans le cadre d'un concours organisé par Le Figaro et Cofely (Prix de la Maîtrise de l'Existant et Prix des Internautes).

### Intercommunalité
La commune fait partie de la communauté du Pays d'Aix (CPA) comme 33 autres communes. Le maire actuel en est le vice-président, délégué au développement durable.

### Jumelages
La commune est jumelée avec  Valfabbrica (Italie) depuis 2009.

## Population et société

### Démographie
L'évolution du nombre d'habitants est connue à travers les recensements de la population effectués dans la commune depuis 1793. Pour les communes de moins de 10 000 habitants, une enquête de recensement portant sur toute la population est réalisée tous les cinq ans, les populations de référence des années intermédiaires étant quant à elles estimées par interpolation ou extrapolation. Pour la commune, le premier recensement exhaustif entrant dans le cadre du nouveau dispositif a été réalisé en 2006.

En 2022, la commune comptait 8 420 habitants, en évolution de +0,79 % par rapport à 2016 (Bouches-du-Rhône : +2,48 %, France hors Mayotte : +2,11 %).
| 1793 | 1800 | 1806 | 1821 | 1831 | 1836 | 1841 | 1846 | 1851 |
| ---- | ---- | ---- | ---- | ---- | ---- | ---- | ---- | ---- |
| 796  | 722  | 800  | 833  | 828  | 740  | 716  | 659  | 753  |

| 1856 | 1861 | 1866 | 1872 | 1876 | 1881 | 1886 | 1891 | 1896 |
| ---- | ---- | ---- | ---- | ---- | ---- | ---- | ---- | ---- |
| 698  | 740  | 709  | 680  | 676  | 612  | 600  | 538  | 539  |

| 1901 | 1906 | 1911 | 1921 | 1926 | 1931 | 1936 | 1946 | 1954 |
| ---- | ---- | ---- | ---- | ---- | ---- | ---- | ---- | ---- |
| 519  | 506  | 511  | 467  | 514  | 512  | 447  | 452  | 531  |

| 1962 | 1968  | 1975  | 1982  | 1990  | 1999  | 2006  | 2011  | 2016  |
| ---- | ----- | ----- | ----- | ----- | ----- | ----- | ----- | ----- |
| 623  | 1 553 | 2 672 | 5 225 | 7 046 | 7 535 | 8 156 | 8 227 | 8 354 |

| 2021  | 2022  | - | - | - | - | - | - | - |
| ----- | ----- | - | - | - | - | - | - | - |
| 8 426 | 8 420 | - | - | - | - | - | - | - |

### Santé
L'hôpital public le plus proche est le Centre hospitalier du Pays d'Aix qui se trouve à 9,5 km

### Enseignement
La commune est dotée de 2 crèches, 2 écoles maternelles et de 3 écoles primaires : 
- Crèche "Les p'tits loups"
- Halte-garderie "Les Calinous"
- École maternelle du Mail
- École maternelle du Centre
- École primaire Maurice-Plantier
- École primaire des Cabassols
- École primaire Marcel-Pagnol

### Manifestations culturelles et festivités
- La foire du pays d'Aix présente des activités économiques et professionnelles du bassin d'Aix, elle est organisée en Septembre de chaque année au parc des sports Maurice-Daugé
- Des concerts sont régulièrement organisés dans l'église ou à la salle des fêtes
- Des manifestations annuelles existent aussi tel que Festi'venelles, Roll'on ensemble...
- "les Mardis en Fête" en juin et juillet

### Personnalités liées à la commune
- Balthazar de Miollis (1749-1827), général des armées de la République y est mort.
- Louis-Félix Chabaud (1824-1902), la commune conserve quelques œuvres du sculpteur natif de Venelles et Grand Prix de Rome en 1848.
- Fernand Charpin (1887-1944), célèbre acteur de la Trilogie de Marcel Pagnol, maison familiale conservée dans la commune.
- Maurice Plantier (1913-1944), résistant, Compagnon de la Libération. L'école et une avenue de la commune portent son nom.
- Alain Gandolfi (1927-2009), écrivain et professeur de droit français, il obtient l'Ordre des Palmes académiques et il est  Chevalier de la Légion d'honneur, il a vécu à Venelles jusqu'à son décès.
- François Legrand (né en 1970), triple champion du monde d'escalade réside actuellement à Venelles.

### Héraldique
| Armes de Venelles | Les armes peuvent se blasonner ainsi : D'or à un sautoir de gueules et un chef cousu d'argent chargé du mot VENELLES de sable. |

## Économie

### Agriculture
La commune fait partie des 29 aires ayant le droit de revendiquer l'AOC coteaux-d'aix-en-provence. Ses vins rouges et rosés sont élaborés à base de Grenache (60 % minimum), Carignan et Cabernet-Sauvignon (maximum 30 %), Cinsault, Syrah, Counoise et Mourvèdre (maximum 40 %). Les vins blancs assemblent Grenache, Vermentino, Clairette et Bourboulenc (maximum 70 %), et Ugni blanc (maximum 40 %). Une fête de la vigne se déroule au mois de mai.

### Tourisme
Comme nombre des communes du secteur aixois, le tourisme joue un rôle important, directement ou indirectement, dans l'économie locale.
On peut considérer trois principales sortes de tourisme. Tout d'abord, le tourisme historique et culturel qui s'appuie sur un patrimoine riche de la région ou sur les festivals (Festival international d'art lyrique d'Aix-en-Provence, Zic Zac Festival, Festival de la Chanson Française du Pays d'Aix, etc.). Ensuite, le tourisme détente qui se traduit par un important développement des chambres d'hôtes, de l'hôtellerie et de la location saisonnière, par une concentration importante de piscines et par des animations comme des marchés provençaux. Enfin, le tourisme vert qui profite des nombreux chemins de randonnées et du cadre protégé des environs (Sainte Victoire, etc.).
La commune possède un Office municipal du Tourisme. On trouve aussi sur la commune deux hôtels et une chambre d'hôtes. Un parc aquatique a vu le jour au cours de l'été 2016.

## Lieux et monuments
- Église Saint-Hippolyte de Venelles
- L'ancien village de Venelles-le-Haut avec son point de vue sur la vallée du Luberon, la voûte Chabaud, sa place pavée, son puits…
- L'ancienne église de Venelles-le-Haut
- La vieille école (Maurice-Plantier)
- Le vieux moulin
- Le château de Violaine,  Inscrit MH (1993)[35]
- L'ancien canal du Verdon

## Référence dans la culture populaire
En septembre 2009, un collectif de 15 personnes ayant joué à l'Euromillion remporte le bulletin record de 100 millions d'Euros. La nouvelle fait grand bruit (https://www.leparisien.fr/societe/euro-millions-venelles-cherche-ses-gagnants-21-09-2009-646205.php [archive]).
Cela vaut par la suite à Venelles d'être citée dans le roman de Grégoire Delacourt La liste de mes envies :"(...) d'accord, c'est pas les cent millions de Venelles, mais ils étaient quinze à jouer, ça leur a fait que six millions chacun (...)" . Venelles est également citée dans l'adaptation en film cinéma de ce roman.
Fernand Charpin, comédien qui joua dans bien des œuvres théâtrales et cinématographiques de Marcel Pagnol, incarne le rôle du maire du village où se déroule le film La Femme du Boulanger que ce dernier réalisa et qui sortit en 1938. En hommage à Venelles où il passa une partie de son enfance, Fernand Charpin fit porter à son personnage le nom de marquis Castan de Venelles.